# Championnats du monde de cyclisme UCI 2027
Navigation
2023 2031
Les championnats du monde de cyclisme UCI 2027, sont la deuxième édition des championnats du monde de cyclisme UCI qui auront lieu du 24 août au 5 septembre 2027 en Haute-Savoie, en France.
En septembre 2022, l'Union cycliste internationale (UCI) attribue la 2e édition de ses championnats du monde à la France.

## Présentation
Initialement prévus du 11 au 26 septembre 2027, les championnats du monde de cyclisme UCI 2027 sont finalement programmés du 24 août au 5 septembre 2027.

## Nouveautés
En plus des treize championnats ayant eu lieu lors de la première édition, l'UCI ajoute six nouvelles disciplines :
- Gravel
- Enduro
- Pumptrack
- Piste Juniors (Junior Track Cycling)
- Cyclisme esport
- Polo-vélo.

## Controverses

### Vélodrome Aréna

#### Budget
Le 24 novembre 2022, Martial Saddier, président du conseil départemental de la Haute-Savoie, annonce le projet de construction du Vélodrome Aréna, complexe multiactivités sportif et culturel d’une superficie de 18 000 m², situé à La Roche-sur-Foron. Lors de l'interview de lancement le jour-même sur RCF, le coût du projet est présenté avec un chiffre de 62 millions d'euros, information qui est également relayée sur les plaquettes du conseil départemental.
Cependant, des informations ultérieures révèlent que le conseil départemental avait délibéré sur la construction du Vélodrome Aréna le 7 novembre 2022, deux semaines avant le lancement officiel, fixant le budget total à 74 millions d'euros. Cette délibération ayant eu lieu avant l'annonce officielle, le chiffre mensonger de 62 millions d'euros donné lors de l'interview de lancement suscite des interrogations quant à la communication autour du financement du projet.
La divergence entre le montant voté par le conseil départemental et celui annoncé suscite des critiques et contribue à l'impopularité du projet. Selon un sondage publié par Le Messager, le projet est rejeté par 87% des habitants de la Haute-Savoie.

#### Désignation d'un nouveau site
Après l'abandon du projet de construction à La Roche-sur-Foron début 2024, c'est finalement le vélodrome national de Saint-Quentin-en-Yvelines qui est retenu par l'UCI en avril 2025 pour les épreuves de cyclisme et paracyclisme sur piste, quelques mois après l'organisation des épreuves olympiques et paralympiques de Paris 2024 sur ce même site.

## Championnats et sites
| Disciplines        | Disciplines                       | Championnats                                        | Sites                                                                                    |
| ------------------ | --------------------------------- | --------------------------------------------------- | ---------------------------------------------------------------------------------------- |
| BMX Freestyle      | Flatland                          | Championnats du monde de cyclisme urbain            | Cluses                                                                                   |
| BMX Freestyle      | Park                              | Championnats du monde de cyclisme urbain            | Cluses                                                                                   |
| BMX Race           | BMX Race                          | Championnats du monde de BMX Racing                 | Annecy (Espace rencontre des Glaisins)                                                   |
| Cyclisme en salle  | Cycle-ball et cyclisme artistique | Championnats du monde de cyclisme en salle          | La Roche-sur-Foron                                                                       |
| Cyclisme en salle  | Polo-vélo                         | Championnats du monde de cyclisme en salle          | La Roche-sur-Foron                                                                       |
| Cyclisme en salle  | Cyclisme Speedway                 | Championnats du monde de cyclisme en salle          | La Roche-sur-Foron                                                                       |
| Cyclisme sur piste | Cyclisme sur piste                | Championnats du monde de cyclisme sur piste         | Vélodrome national, Montigny-le-Bretonneux                                               |
| Cyclisme sur piste | Cyclisme sur piste                | Championnats du monde de cyclisme sur piste juniors | Vélodrome national, Montigny-le-Bretonneux                                               |
| Cyclisme sur route | Cyclisme sur route                | Championnats du monde de cyclisme sur route (2027)  | Course en ligne : Sallanches-Domancy, Pays du Mont-Blanc Contre-la-montre : Lac d'Annecy |
| Esport             | Esport                            | Championnats du monde de cyclisme esport            | Évian-les-Bains                                                                          |
| Gran Fondo         | Gran Fondo                        | Championnats du monde de Gran Fondo                 | Thônes-La Clusaz (Massif des Aravis)                                                     |
| Gravel             | Gravel                            | Championnats du monde de gravel                     | Châtel (Portes du Soleil)                                                                |
| Paracyclisme       | Piste                             | Championnats du monde de paracyclisme sur piste     | Vélodrome national, Montigny-le-Bretonneux                                               |
| Paracyclisme       | Route                             | Championnats du monde de paracyclisme sur route     | Rumilly                                                                                  |
| Trial              | Trial                             | Championnats du monde de cyclisme urbain            | Sallanches                                                                               |
| VTT                | Cross-country                     | Championnats du monde de VTT                        | Les Gets (Portes du Soleil)                                                              |
| VTT                | Descente                          | Championnats du monde de VTT                        | Les Gets (Portes du Soleil)                                                              |
| VTT                | Enduro                            | Championnats du monde de VTT enduro                 | Grand Massif                                                                             |
| VTT                | Marathon                          | Championnats du monde de VTT marathon               | Grand Massif                                                                             |
| VTT                | Pump track                        | Championnats du monde de pump track                 | Saint-Pierre-en-Faucigny                                                                 |